# Babaievo

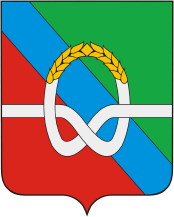
Brasão de Armas

Babaievo (em russo:  Бабаево) é uma cidade na Rússia, localizada no Oblast de Vologda. Fica à margem do rio Kolp (bacia do rio Volga) a 246 km a oeste da cidade de Vologda. Sua população é de 12.300 habitantes.
De acordo com a lenda, a cidade de Babaievo foi fundada em 1460 por um camponês chamado Babai (por isso, o nome da cidade). Em 1825, a vila foi elevada a categoria de cidade.